# Goliathus regius
Goliathus regius é uma espécie de besouro da família Scarabaeidae. Estão distribuídos pela Burkina Fasso, Gana, Guiné, Costa do Marfim, Nigéria e Serra Leoa.